# Jean-Baptiste Boësset
Jean-Baptiste Boësset (1614 Paříž – 25. prosince 1685 Paříž) byl francouzský hudební skladatel.

## Život
Byl nejstarším synem hudebního skladatele Antoine Boësseta (ten spolu s Pierre Guédronem dominoval dvorní hudbě na dvoře Ludvíka XIII. v první polovině 17. století). Je znám pro svou spolupráci s dvorním skladatelem krále Ludvíka XIV., Jeanem-Baptiste Lullym na dvorních baletech (ballets de cour) v letech 1653 - 1666.

## Dílo
- Ballet de la Nuit (1653, spoluautoři: Jean de Cambefort, Michel Lambert a Jean-Baptiste Lully)